# 西垣健作
西垣 健作（にしがき けんさく）は日本の映画プロデューサー。
兵庫県西宮市出身。映画の企画・プロデュースをメインに活動。

## 関連作品
- 『花のあすか組NEO!』（2009年　祥伝社）
- 『イケてる2人』（2009年　少年画報社）
- 『渋谷漂流少女』（2010年　Bbmfマガジン刊）
- 『ＳとＭ』（2010年　日本文芸社）
- 『失恋殺人』（2010年　江戸川乱歩原作）モントリオール世界映画祭正式出品
- 『ADULT〜24歳の恋〜・原題「冷えた鍋」』（2011年）